# Ušće
Ušće je mjesto gdje se rijeka (ili potok) ulijeva u drugu rijeku, jezero, more ili ocean.
Oblici ušća su delta i estuarij.
Voda u rijeku može ući na više naćina. Na kretanje rijeke utječe relativna gustoća u odnosu na vodu koju prima. Ako riječna voda ima veću gustoću od primajuće vode, riječna voda će pasti ispod površine. Međutim, ako je riječna voda lakša od vode koju prima kao što je uobičajeno u slučaju kada riječna voda uđe u more. Tada će riječna voda plivati duž površine primateljske vode kao preljev.